# Veckans Affärer
Veckans affärer (literalmente "Negócios da Semana") é uma revista sueca de economia. Foi fundada por Erik Westerberg em 1965, e é publicada semanalmente pelo Grupo Bonnier (Bonnier AB). 